# 우도주막
《우도주막》은 TvN에서 방영된 대한민국의 텔레비전 프로그램이다.

## 기획의도
현재 코로나19로 인하여 평범한 결혼식조차도 힘든 상황에서 결혼하는 신혼부부들을 위한 섬 속의 섬, 제주 우도에 ‘신혼부부 한정’ 주막이 열린다!

## 출연진
- 김희선
- 탁재훈
- 유태오
- 문세윤
- 카이

### 게스트
- 류덕환 (2회)
- 이석훈 (5회)
- 정용화 (8회)

## 시청률
| 2021년 | 2021년   | 2021년         |
| 회차   | 방송일   | AGB 시청률     |
| 회차   | 방송일   | 대한민국(전국) |
| ------ | -------- | -------------- |
| 제1회  | 7월 12일 | 2.6%           |
| 제2회  | 7월 19일 | 1.5%           |
| 제3회  | 7월 26일 | 1.7%           |
| 제4회  | 8월 2일  | 1.8%           |
| 제5회  | 8월 9일  | 1.8%           |
| 제6회  | 8월 16일 | 1.1%           |
| 제7회  | 8월 23일 | 1.2%           |
| 제8회  | 8월 30일 | 2.0%           |
| 제9회  | 9월 6일  | 1.8%           |